# Île de Barnston
Pour les articles homonymes, voir Barnston.
L'Île de Barnston ou l'île Barnston (en anglais Barnston Island) est une île fluviale canadienne de la Colombie-Britannique située dans la région métropolitaine de Vancouver sur le fleuve Fraser.